# Франсішку ді Паула Родрігіш Алвіш
Франсішку ді Паула Родрігіш Алвіш (порт. Francisco de Paula Rodrigues Alves; 7 липня 1848 — 16 січня 1919) — бразильський державний діяч, прокурор, п'ятий президент Бразилії (1902—1906).
Алвіщ — перший президент Бразилії, якого було переобрано на другий термін (однак на посаду не вступив через хворобу).

## Життєпис
Народився в місті Гуаратінгета в штаті Сан-Паулу. Навчався у школі-інтернаті при Колежіу Педру II в Ріо-де-Жанейро (1859—1865), вищу освіту здобував на юридичному факультеті університету Сан-Паулу (1865—1870).
Кар'єру розпочав як член міської ради Сан-Паулу.
У 1870 став прокурором.
З 1872 до 1879 засідав у Палаті депутатів Конгресу.
У 1887–1888 очолював провінцію Сан-Паулу.
Після проголошення республіки двічі займав пост міністра фінансів (1891–1892 та 1894–1896), у перервах між діяльністю в уряді засідав у Сенаті.
У 1900 знову став губернатором Сан-Паулу.
У 1902 висунув свою кандидатуру на пост глави держави та був обраний президентом Бразилії.
На посту президента значну увагу приділяв благоустрою столиці країни — міста Ріо-де-Жанейро. Окрім того, завдяки Алвесу в Ріо-де-Жанейро були проведені масштабні санітарні реформи: в місті було практично переможено жовту гарячку, від епідемій якої щороку гинула безліч містян.
До часів президентства Алвіша належить останнє територіальне придбання Бразилії: 17 листопада 1903 між Бразилією та Болівією було укладено угоду про передачу Бразилії території сучасного штату Акрі в обмін на 2 мільйони фунтів стерлінгів.
За часів правління Алвіша вперше з'явився розрив в економічному розвитку південних (вирощування кави) та північних (вирощування цукрової тростини) штатів Бразилії, причому явно не на користь останніх. Положення лідерів зайняли штати Сан-Паулу та Ріо-де-Жанейро. Яскравим прикладом протекціоністської політики уряду стосовно цих штатів стала так звана «Угода в Таубате». Відповідно до цієї угоди уряд Бразилії зобов'язувався купувати за фіксованою ціною всі надлишки кави у бразильських експортерів, які не зможуть продати на зовнішньому ринку. З цією метою навіть було узято міжнародну позику на суму 15 мільйонів британських фунтів.
У 1912—1916 втретє був губернатором Сан-Паулу, після чого займав місце сенатора.
У 1918, через 12 років після завершення першого президентського терміну, знову балотувався на пост президента. Він переміг на виборах і 15 листопада 1918 мав офіційно вступити на посаду, однак виявився неспроможним зробити це через хворобу.
Помер 16 січня 1919, ставши жертвою пандемії іспанського грипу.
Замість нього на пост президента став віцепрезидент Делфін Морейра.

## Пам'ять
На честь Алвіша названо муніципалітети Родрігес-Алвес у штаті Акрі та Презіденті-Алвес у штаті Сан-Паулу.